# Fallout (serie)
Fallout er en serie af computerrollespil publiceret af Interplay og senere Bethesda Softworks.

## Spil
| År                       | Titel                                 | Udvikler     | Platform(e)       | Platform(e)   | Platform(e)  | Platform(e)     | Platform(e)  | Platform(e)  |
| Hoved-titler             | Hoved-titler                          | Hoved-titler | Hoved-titler      | Hoved-titler  | Hoved-titler | Hoved-titler    | Hoved-titler | Hoved-titler |
| ------------------------ | ------------------------------------- | ------------ | ----------------- | ------------- | ------------ | --------------- | ------------ | ------------ |
| 1997                     | Fallout                               | Interplay    | Microsoft Windows | Mac OS X      |              |                 |              |              |
| 1998                     | Fallout 2                             | Black Isle   | Microsoft Windows | Mac OS X      |              |                 |              |              |
| 2008                     | Fallout 3                             | Bethesda     | Microsoft Windows | PlayStation 3 | Xbox 360     |                 |              |              |
| 2015                     | Fallout 4                             | Bethesda     | Microsoft Windows | PlayStation 4 | Xbox One     |                 |              |              |
| Andre titler (spin-offs) |                                       |              |                   |               |              |                 |              |              |
| 2001                     | Fallout Tactics: Brotherhood of Steel | Micro Forté  | Microsoft Windows |               |              |                 |              |              |
| 2004                     | Fallout: Brotherhood of Steel         | Interplay    | Xbox              | PlayStation 2 |              |                 |              |              |
| 2010                     | Fallout: New Vegas                    | Obsidian     | Microsoft Windows | PlayStation 3 | Xbox 360     |                 |              |              |
| 2015                     | Fallout Shelter                       | Bethesda     | Microsoft Windows | PlayStation 4 | Xbox One     | Nintendo Switch | iOS          | Android      |
| 2018                     | Fallout 76                            | Bethesda     | Microsoft Windows | PlayStation 4 | Xbox One     |                 |              |              |

### Hovedserien

#### Fallout
Fallout blev udgivet i 1997, produceret af Black Isle Studios og udgivet af Interplay.

#### Fallout 2
Fallout 2 blev ligesom sin forgænger produceret af Black Isle Studios, og blev udgivet i 1998 af Interplay.

#### Fallout 3
Fallout 3 blev udviklet af Bethesda Softworks og udgivet 28. oktober 2008. I modsætning til de to forgående spil, der fandt sted på den amerikanske vestkyst, er handlingen flyttet til Washington D.C.

#### Fallout 4
Fallout 4 blev udviklet af Bethesda Game Studios og udgivet af Bethesda Softworks i 2015. Spillet forgår 200 år efter udslettelsen i 2077 og udspiller sig over en region, der dækker Boston, Massachusetts og andre dele af New England kendt som the Commonwealth

### Spinoffs

#### Fallout: New Vegas
Fallout: New Vegas blev udviklet af Obsidian Entertainment i samarbejde med Bethesda Softworks i 2010. Spillet foregår i ruinerne af Las Vegas og byder på samme gameplay som i Fallout 3.

#### Fallout 76
Fallout 76 er det sidste nye i Fallout-serien. Det er samtidig også det første Fallout-spil som er multiplayer. Fallout 76 er udviklet af Bethesda Game Studios og udgivet af Bethesda Softworks. Spillet blev udgivet til Windows, PlayStation 4 og Xbox One d. 14 november 2018.

### Andre spil
Disse var ikke anset som kanon, da Bethesda Softworks fik licensen til spillene, men begivenhederne er senere refereret i andre spil.

#### Fallout Tactics: Brotherhood Of Steel
Fallout Tactics: Brotherhood of Steel blev udviklet af Micro Forté og udgivet af 14 Degrees East i 2001. Spillet forgår i det midvestlige USA omkring Chicago og byder på et radikalt anderledes gameplay, der fokuserer mere på taktisk kamp end rollespil. Bethesda opfatter kun spillet som delvis kanon.[kilde mangler]

#### Fallout: Brotherhood Of Steel
Fallout: Brotherhood of Steel blev det udviklet og udgivet af Interplay i 2004. Spillet er erklæret ikke-kanon af Bethesda.

#### Fallout Shelter
Fallout Shelter blev udviklet af Bethesda Game Studios & Behaviour Interactive og udgivet af Bethesda Softworks d.14 juni 2015.

### Ikke-udgivne spil

#### Van Buren
Van Buren var et kodenavn for Black Isle Studios oprindelige udkast til Fallout 3. Spillet var i de sidste faser af sin udvikling, da Interplay gik konkurs og lukkede Black Isle Studios i 2003. Klidekoden og de færdige dele af spillet blev efterfølgende lækket til internettet.

## Baggrundshistorien
I Fallout-universets kontrafaktiske historie holdt USA fast i 1950'ernes ideologier efter årtiets udgang, hvilket førte til en radikal ændring af det politiske verdenskort og den teknologiske udvikling. Ting så som mikrochippen blev først opfundet i 2070'erne, og i stedet vandt avancerede robotter og computere baseret på elektronrør hurtigt frem. USA samlede sig i 13 store stater, og Europa samlede sig i The European Commonwealth. USA fik et varmere forhold til Sovjetunionen, men forholdet til Kina blev samtidigt afkølet.
Da prisen på mellemøstlig olie begyndte at stige i starten af 2050'erne på grund af svindende ressourcer, bliver forholdet mellem Mellemøsten og Europa meget anstrengt. I april 2052, efter at flere mindre nationer er gået konkurs, går The European Commonwealth's militær ind i Mellemøsten for at tage de sidste olieforsyninger der findes med magt. FN, som allerede er ustabilt, går i opløsning i juli 2052, efter at have gjort et desperat forsøg på at genoprette freden. I 2059 beslutter USA sig for at forstærke deres frontlinje i Alaska for at beskytte den olieproducerende stat imod en mulig invasion fra Kina. Dette fører til spændinger i forholdet til Canada. I 2060 tømmes det sidste oliefelt i Mellemøsten og The European Commonwealth stopper deres angreb og bliver kort efter opløst til en række mindre nationer, der indædt kæmper om de sidste ressourcer. I vinteren 2066 invaderer Kina Alaska for at erobre jordens sidste oliefelter, hvilket får USA til at svare igen og flytte mere militær igennem Canada, hvilket yderligere anstrenger deres forhold til USA. I 2072 begynder befolkningen i flere canadiske byer at begå oprør. USA svarer igen ved at nedsætte et militærstyre i Canada og skyde alle oprører på stedet.
Den 10. januar 2077 presser USA Kina ud af Alaska for igen at sikre kontrollen med olien. Opmuntret af denne sejr påbegynder det amerikanske militær kort efter en større invasion af Kina, på trods af, at situationen i USA stadigt bliver mere ustabil. Befolkningen er i oprør og plyndringer finder sted i mange store byer. I marts 2077 flygter en stor gruppe bestående af magtfulde amerikanske politikere, forretningsmænd og militærfolk, der senere vil blive kendt under navnet "The Enclave", fra landet da de frygter et forestående biologisk eller atomart angreb fra Kinas side. De søger tilflugt på en stor gammel olieboreplatform i Stillehavet. Den 23. oktober 2077 begynder et massivt globalt angreb med atomvåben. Hvem der skød først vides ikke, og da døgnet er omme er der heller ingen der bekymrer sig om det. På få timer er hele jorden badet i ild og antallet af overlevende er meget lille.

### Tilstanden efter krigen
I årene efter atomkrigen er civilisationen tvunget i knæ. I resterne af det gamle USA har de få overlevede efter angrebet og den efterfølgende atomvinter ikke kun problemer med at finde ressourcer i den post-apokalyptiske ødemark, men takket være en blanding af bestråling fra bomberne og et yderst omfattende udslip af Forced Evolutionary Virus (FEV), et hemmeligt biologisk projekt fra den amerikanske regerings side, der havde til formål at skabe supersoldater, er det lokale dyreliv blevet muteret og er vokset radikalt i størrelse og aggressivitet. Alligevel har et par byer rejst sig fra asken og organisationer så som "The Brotherhood of Steel" er opsat på at redde hvad de kan af den gamle verdens teknologi og lærdom.

### Vaults
I starten af 2060'erne satte den amerikanske regering firmaet Vault-Tec til at opføre en række af såkaldte "vaults", specielle bunkere bygget til at modstå et direkte angreb med atomvåben og understøttelse af store grupper mennesker igennem længere tid. Meningen med disse vaults var dog ikke at redde den amerikanske befolkning. For at opnå dette var 400.000 vaults påkrævet, men der blev kun bygget 122. I virkeligheden var formålet med disse vaults at udføre sociale og et par militære eksperimenter. Kun 17 vaults var bygget til opfylde forventningerne, da der var brug for en kontrolgruppe. Resten af vaults'ne havde defekter indbygget med fuldt overlæg i deres systemer, modtog særligt udstyr og/eller personale eller var bygget til længere tids isolation. Vault-Tec handplukkede både de folk der skulle bo i vaults'ne, ud fra kriterier så som arbejde, baggrund og mentalitet, samt deres ledere, såkaldte "overseers" der ofte var instrueret i eksperimentet på forhånd. Da bomberne faldt den 23. oktober, blev vaults'ne forseglet, i mange tilfælde med færre beboer end forventet, da mange i offentligheden ikke tog bombealarmen alvorligt.

## Trivia
Ifølge BP halvårlige vurdering i 2007 vil olien være sluppet op i 2047.